# Ernst Stuhlinger
Ernst Stuhlinger, né le 19 décembre 1913 à Niederrimbach - faisant aujourd'hui partie de Creglingen - en Allemagne et mort le 25 mai 2008 à Huntsville dans l'Alabama aux États-Unis, est un physicien d'origine allemande qui a obtenu la nationalité américaine en 1955. Il a joué un rôle durant la Seconde Guerre mondiale en travaillant avec les équipes scientifiques allemandes pour développer le missile V2 à Peenemünde en Allemagne. Il est amené à rejoindre les États-Unis au cours de l'opération Paperclip où il a joué un rôle dans de nombreux projets spatiaux tels que la mise en orbite du premier satellite artificiel américain.

## Biographie
Ernst Stuhlinger a étudié à l'université de Tübingen en Allemagne et y obtient un doctorat de physique sous la direction de Hans Geiger. Par la suite, il étudiera la physique nucléaire et les rayons cosmiques à Berlin.

### Pendant la Seconde Guerre mondiale
Au début la Seconde Guerre mondiale, Ernst Stuhlinger est un soldat de l'infanterie. Il a notamment participé à la bataille de Moscou puis à la bataille de Stalingrad dont il est l'un des rares survivants.
En 1943, les autorités nazies décident de le faire travailler avec les équipes scientifiques dirigées par Wernher Von Braun, qui développe le V2 à Peenemünde en Allemagne, afin d'analyser les données recueillies lors des vols d'essai du missile.

### Après la guerre
En 1945, les Américains décident de l'intégrer dans l'opération Paperclip et de l'envoyer à Fort Bliss au Texas aux États-Unis pour travailler au programme spatial des États-Unis. Il restera au Texas jusqu'en 1950 où lui et son équipe seront transférés au Redstone Arsenal de Hunstsville en Alabama aux États-Unis.
Le 31 janvier 1958, Ernst Stuhlinger participe à la mise en orbite du premier satellite artificiel américain Explorer 1.
Il est directeur du Space Sciences Laboratory du centre de vol spatial Marshall de la NASA à Huntsville de 1960 à 1968. Il y travaille sur la propulsion ionique. Durant cette période il participe à la mise au point la fusée Saturn V utilisée pour le programme Apollo.
De 1968 à 1975, il est le Directeur scientifique du centre de vol spatial Marshall. C'est en tant que directeur qu'il travaille  de 1973 à 1974 sur le télescope solaire X de la station spatiale Skylab.
Il quitte la NASA en 1975.
Après 1975, il enseigne à l'université d'Alabama à Huntsville.

## Ouvrages
- (en) Ernst Stuhlinger, Ion propulsion for space flight, McGraw Hill, 1964
- (en) Ernst Stuhlinger et Frederick I. Ordway, Wernher Von Braun : Crusader for Space, Krieger Publishing Company, 1993 (ISBN 0-894-64824-1)
- (en) Ernst Stuhlinger et Leland F. Belew, Skylab a Guidebook, Periscope Film, LLC, 2012 (ISBN 1-937-68488-1)